# Johann August Tabor
Johann August Tabor (* 14. September 1731 in Frankfurt am Main; † 1. April 1814 ebenda) war ein deutscher Kaufmann und Bankier. Von 1782 bis 1792 war er Pächter des Comoedienhauses, des ersten städtischen Theaters in Frankfurt am Main.

## Leben und Werk
Tabor entstammte einer seit 1663 in Frankfurt ansässigen Gelehrtenfamilie. Tobias Otto Tabor (1634–1675), ein Sohn des Gießener Universitätskanzlers Johann Otto Tabor, und sein Sohn Johann Benedikt (1666–1698) waren Juristen. Dessen jüngerer Sohn Johannes (1698–1760) wurde ebenfalls Jurist, der ältere Sohn Gerhard (1694–1742) Mediziner. Er war der Vater von Johann August Tabor.
Johann August Tabor stand zunächst als Hofrat in waldeckischen Diensten. 1768 übernahm er die von seinem Vater ererbte Holzhandlung und führte sie unter dem Namen „Gerhard Tabors seel. Erben“ fort. Er erweiterte den Holzhandel um Bankgeschäfte. 1788 übernahm er die Direktion von Niederlassungen der Würzburger Spiegelglasfabrik und der Glashüttenwerke im Spessart.
Anfang 1782 erbot sich Tabor, das in Bau befindliche Comoedienhaus auf 10 Jahre gegen messentliche Zahlung von 960 Gulden zu pachten und dabei die erforderlichen Dekorationen und Maschinen selbst zu stellen. Dagegen bot der Schauspieler Johann Heinrich Böhm sogar eine jährliche Pacht von 3000 Gulden, unter der Voraussetzung, dass die Stadt ihm die Dekorationen stelle; deren Anfertigung hatte der Mannheimer Hofmaler Joseph Quaglio auf 6000 Gulden veranschlagt. Nach einigem Hin und Her zwischen dem Rat, der Böhm favorisierte, und den bürgerlichen Kollegien, die Tabor befürworteten, besserte  Tabor sein Angebot nach; der Rat hatte darauf hingewiesen, dass die bislang zu den Messezeiten in Frankfurt auftretenden Schauspielertruppen für die wesentlich kleineren und schlechter ausgestatteten provisorischen Spielstätten in Veranstaltungslokalen bereits bis zu 2940 Gulden jährlich gezahlt hatten. Am 16. Juli 1782 schlossen der Rat und Tabor den Vertrag: Tabor übernahm ab 1. September das Theater für 10 Jahre gegen eine jährliche Zahlung von 3000 Gulden im Voraus. Die Stadt finanzierte die Dekorationen und die Maschinen, Tabor leistete dazu einen Zuschuss von 1000 Gulden.
Tabor engagierte die Schauspieltruppe der kurfürstlich mainzischen und cölnischen Gesellschaft unter der Leitung von Gustav Friedrich Großmann für das neue Theater. Am 3. September 1782 wurde es mit einer Aufführung des Dramas Hanno, Fürst im Norden von Johann Christian Bock eröffnet. Beim Frankfurter Publikum wurde das Theater schnell sehr beliebt. Wirtschaftlich brachte es Tabor allerdings keinen Erfolg, vor allem, weil es immer wieder zu Konflikten mit den städtischen Behörden und den bürgerlichen Kollegien der Reichsstadt kam. Bereits während der Herbstmesse 1782 kam es zu Beschwerden, weil Tabor zu einer Vorstellung am 5. September dem Bankier und kurkölnischen Hofjuden Jacob Baruch (1753–1827), dem Vater Ludwig Börnes, einen Platz im Parterre eingeräumt hatte. Die Frankfurter Juden besaßen damals noch keine vollen Bürgerrechte und waren gezwungen in der Judengasse zu wohnen. Der Pachtvertrag sah deshalb vor, dass Juden nur Zugang zur Galerie bekommen durften. Tabor hatte sich für seine Entscheidung vor dem Rat zu rechtfertigen, der am 12. September 1782 entschied, die Sache auf sich beruhen zu lassen.
1784 geriet Tabor in Konflikt mit der Zunft der Stadttrompeter, weil bei einer Aufführung des Hamlet fremde Trompeter und Pauker eingesetzt wurden. Tabor musste sich verpflichten, künftig gegen eine Gebühr von einem Reichstaler je Vorstellung die städtischen Trompeter zu verpflichten. Vor allem aber behinderten die von den Behörden angeordneten Betriebsbeschränkungen den wirtschaftlichen Erfolg des Theaters: An Sonn- und Festtagen, während der Fastenzeit sowie vom ersten Advent bis Neujahr durfte nicht Theater gespielt werden; Konzerte, Bälle und Mahlzeiten waren überhaupt nicht zulässig; beleidigende oder sonst dem Rat missliebige Stücke durften nicht aufgeführt werden. Vorstöße Tabors, das Aufführungsverbot an Sonntagen und während der Fastenzeit aufzuheben, blieben 1783 und 1785 erfolglos. Erst 1787 gelang es ihm, wenigstens an den vier Sonntagen der Messezeiten spielen zu dürfen, also auch während der Frühjahrsmesse in der Fastenzeit.
1789 trat Tabor seine Rechte für die restliche Laufzeit des Vertrages an die kurmainzische Theaterdirektion ab. 1792 wurde das Theater in eine Aktiengesellschaft umgewandelt.
Tabor bewohnte das Haus Zur Hangenden Hand in der Saalgasse, ein im Rokokostil erbautes Gebäude. Er besaß zudem einen Landsitz bei Rüsselsheim.